# Supercopa Libertadores 1990
Supercopa Libertadores 1990 var den tredje säsongen av den sydamerikanska fotbollsturneringen Supercopa Libetadores. För 1990 års säsong deltog 13 lag, alla tidigare vinnare av Copa Libertadores (det var så lagen kvalificerades). Atlético Nacional från Colombia som skulle ha deltagit blev emellertid avstängda av CONMEBOL inför turneringen. Lagen spelade utslagsmöten tills en vinnare korades, som till slut blev Olimpia från Paraguay. Olimpia kvalificerade sig därmed för Recopa Sudamericana. 12 av de 13 lagen gick in i den första omgången, medan Boca Juniors, i egenskap av regerande mästare, gick in i kvartsfinalomgången. Utöver detta fick Estudiantes fripass i kvartsfinalomgången till semifinalomgången.

## Första omgången
| Lag 1              | Totalt      | Lag 2       | Möte 1 | Möte 2 |
| Peñarol            | 2–2 (4–2 s) | Santos      | 0–0    | 2–2    |
| Independiente      | 2–3         | Nacional    | 1–1    | 1–2    |
| Cruzeiro           | 1–1 (2–4 s) | Racing Club | 1–0    | 0–1    |
| Argentinos Juniors | 4–4 (4–3 s) | Flamengo    | 3–1    | 1–3    |
| River Plate        | 3–3 (3–4 s) | Olimpia     | 3–0    | 0–3    |
| Grêmio             | 1–2         | Estudiantes | 1–0    | 0–2    |

## Kvartsfinal
Boca Juniors gick i egenskap av regerande mästare in i denna omgång. Estudiantes fick fripass till nästa omgång.
| Lag 1              | Totalt | Lag 2        | Möte 1 | Möte 2 |
| Peñarol            | 2–1    | Boca Juniors | 0–1    | 2–0    |
| Olimpia            | 4–1    | Racing Club  | 1–1    | 3–0    |
| Argentinos Juniors | 3–4    | Nacional     | 2–1    | 1–3    |

## Semifinal
| Lag 1       | Totalt      | Lag 2    | Möte 1 | Möte 2 |
| Estudiantes | 0–0 (3–5 s) | Nacional | 0–0    | 0–0    |
| Peñarol     | 2–7         | Olimpia  | 2–1    | 0–6    |

## Final
| Lag 1    | Totalt | Lag 2   | Möte 1 | Möte 2 |
| Nacional | 3–6    | Olimpia | 0–3    | 3–3    |